# Павлос Павлидис
непознато
Павлос Павлидис (грч. Παῦλος Παυλίδης; умро 1968) је грчки стрелац који је учествовао на Олимпијским играма 1896. у Атини.
Најбољи резултат Павлидис је постигао у такмичењу гађања из војничке пушке на удаљености 200 метара, где је заузео друго место резултатом 1.978 кругова. Изгубио је од свог клупског колеге Пантелиса Карасевдаса, који је постигао резултат од 2.350 кругова.
Павлидис је учествовао и у још две дисциплине пушком 300 метара и војни пиштољ 25 метара Међутим, тачан пласман и резултат је непознат, али је познато да је био пласиран иза петог места у обе дисциплине.